# Aeolothrips interruptus
Aeolothrips interruptus är en insektsart som beskrevs av Bailey 1951. Aeolothrips interruptus ingår i släktet Aeolothrips och familjen rovtripsar. Inga underarter finns listade i Catalogue of Life.